# キリンレモン
キリンレモン（KIRIN LEMON）は、キリンビバレッジが製造・販売している無色透明炭酸飲料である。1928年3月16日に発売された。
日本国内ではサントリーフーズから発売されているセブンアップ、日本コカ・コーラから発売されているスプライト、アサヒビール系のアサヒ飲料から発売されている三ツ矢サイダー、サッポロビール系のポッカサッポロフード&ビバレッジから発売されているリボンシトロンなどに並ぶ無色透明炭酸入り清涼飲料類の定番でロングセラー商品である。レモンを抱く商品名だが無果汁で、レモンの爽やかさを楽しむためにレモン果皮から抽出した天然香料を用いている。旧来からの強めの炭酸を含有であり、近年の強炭酸ブームと軌を一にして人気を得ている。その一方、過去には「キリンレモンセレクト」のように果汁入りの飲料が発売された例もあった。

## 歴史

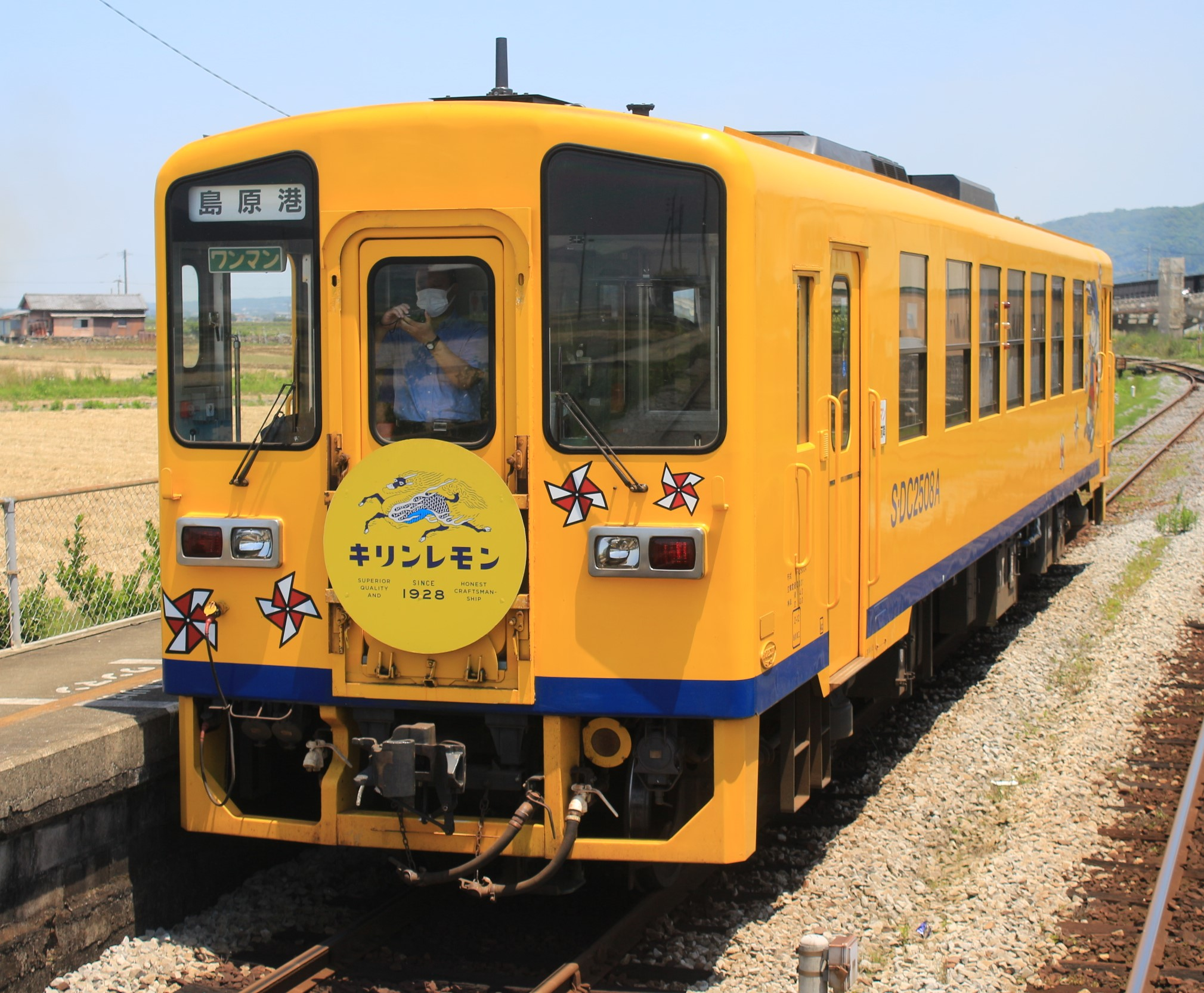
島原鉄道のキリンレモン号

キリンビバレッジによると、麒麟麦酒（キリンビール）は自社初の清涼飲料水を開発すべく、他社から本城杢三という技術者を引き抜き、ライバルに情報が漏れないようにするため本城は鍵のかかった部屋で一人レシピの調合にあたっていたという。
発売当時の価格は1本25銭であり、同時期炭酸飲料として一般的だったラムネが1本2銭という相場に比べると高級品だった。また、当時の炭酸飲料は色付きが当たり前だったのに対し、本製品は着色料を使用しておらず、透明感へのこだわりは瓶の見た目にもあらわれていた。
1939年に勃発した第二次世界大戦により清涼飲料水が「ぜいたく品」として課税対象になったことに加え、統制価格が適用されたことや、燃料統制などの影響による工場の稼働率低下により、「キリンレモン」の生産は1945年までほぼ止まっていた。戦後も価格統制や課税は継続されたほか、原料である業務用砂糖が配給制だったため、純糖（砂糖のみの使用）を売りとしていた「キリンレモン」にとっては不利な状態が続いた。やがて1950年11月に価格統制と清涼飲料税が廃止され、1952年には砂糖が配給制から外れたことにより、「キリンレモン」は1952年4月にラベルデザインを変更し、ラベルに「純糖」の二文字をあしらった。
1928年から1957年まで販売された瓶は、キリンラガービールラベル記載の麒麟がデザインされた紙ラベルが貼られていたが、1958年に採用されたACL印刷瓶製品と同様、キリンラガービールラベル記載の古代中国の霊獣としての麒麟を簡略化した聖獣マークに変更された。
1963年には自販機向けの200ml瓶が登場し、その2年後の1965年には「キリンレモンクレール」へと名前が変わった。1960年代、「キリンレモン」は売り上げを伸ばし、1973年には透明炭酸飲料の人気商品となった。
1998年に「キリンレモン」が派生製品の「キリンレモンセレクト」と統合した際は動物のキリンとレモンを合体した「キリンレモンくん」なるマスコットキャラクターを用いた。

### 2000年～2006年：佐藤可士和との協業
1999年、健康志向の高まりによって炭酸飲料の市場が冷え込み、「キリンレモン」の売り上げも全盛期の数分の一に落ち込んでいたことから、キリンはリニューアルが必要だと判断し、アートディレクター/クリエイティブディレクターの佐藤可士和に相談した。時代の流れに逆行しているものを単にリニューアルしただけではうまくいかず、よほど印象に残るようなことをして突破口を作らないと結果は出ないと佐藤は考えていた。そこで彼は自分の日ごろの行動を見つめ直し、どの瞬間に飲み物を買うことにするのか分析したところ、コンビニエンスストアの商品棚で目に留まった商品を手に取っていることに気づく。そこから彼はコンビニエンスストアの商品棚をメディアに見立て、そこから存在感を示す方が良いと考えた。これにより自由なアイデアを考えられるようになったとはいえ、コンビニの商品棚は激しい競争の場であり、新商品は2週間で結果を求められるため、パッケージの見た目を少し変えただけでは不十分だった。そこで、佐藤はペットボトルの形状に着目し、従来よりも極めて小さいサイズのボトルを提言した。そして2000年、この商品は「キリンチビレモン」として誕生した。ボトルサイズが小さいことでコンビニで存在感を放ち、かわいらしいボトルデザインが小さな子どもたちに受け入れられたほか、量が多くて飲みきれなかった女性ユーザーからの支持も取り付けた。加えて、同製品は2001年度グッドデザインを受賞した。2001年には「キリンチビサイダー」などレモン以外のフレーバーを用いた姉妹製品も発売された。
のちに、佐藤は「チビレモン」の誕生を通じて「『街』が世の中に強い影響を与えるメディアになりうる」という確信を持ったとのちに振り返っている。
2006年には糖質を従来のキリンレモンに比して2%減じて風味を刷新し、CMはモデルの浦浜アリサを起用し、デザインは佐藤可士和が「キリンレモン」をロゴ文字から明朝体に置き換えるなど大胆な変更に賛否があった。びん製品は従来の風味とデザインが変更されていない。

### 2008年～2016年：発売80周年とファミリー路線
2008年に発売80周年を期して商品改良している。レモン香料の改良や天然水100パーセント使用に加えて乳酸カルシウムを新たに配合し、商品外観デザインを黄色と青ベースで一層目立たせ、2006年の改良で缶とペットボトル商品から消えた「キリンレモン」のロゴ文字が復活している。CMは『巨人の星』が用いられて星飛雄馬、星一徹、星明子が登場する星一家編と、左門豊作が登場する左門一家編がある。びん製品は従来の風味とデザインが継続されている。また、この年には通常の「キリンレモン」と「クレール」以外にも、派生製品が2つ売り出された。
2009年4月21日にレモン本来の爽やかな風味をさらに強化するリニューアルを行う。レギュラー（天然水を使用）はペットボトルのみの展開になり、缶製品は「キリンレモンオリジナル」として従来の瓶製品の味を再現したものに変更された（こちらは純水を使用）。さらに、瓶製品は従来の味が存続され（瓶のデザインも変わっていない）、キリンレモンの中でも、味や品質が少しずつ異なる商品が3種類存在した。
2010年4月6日に「キリンレモン」がカルシウムとビタミンB6を配合し"健康炭酸飲料"となる形でリニューアルを果たしたほか、オルニチンなどを配合した「大人のキリンレモン」を発売した。この「大人のキリンレモン」はキリングループ縦断ブランド「キリン プラス-アイ」の1製品として発売される。なお、製品のリニューアルに伴い、EXILEのMAKIDAIとTAKAHIROがCMに出演しており、楽曲も本CMのために書き下ろした『My Station』を起用している（この楽曲は同年6月9日にリリースされたシングル『FANTASY』に収録）。
2011年6月7日に「大人のキリンレモン」をリニューアル発売。レモン感をアップし、クエン酸を増量。また、従来の500mlペットボトルに加え、大容量の1.5Lペットボトルを追加設定した。CMにはこれまでのEXILEの2人に加え、新たにAKIRAも参加している。本製品は東日本大震災復興支援プロジェクト「EXILE Rising Sun Project」の製品となっており、売り上げの一部は東日本大震災の復興支援に役立てられる。また、2011年12月6日には「EXILE Rising Sun Project」の一環として、「大人のキリンレモン」のTVCMに出演しているMAKIDAI・AKIRA・TAKAHIROの監修を受けた数量限定品「大人のキリンレモン リミテッド」も発売された。
2012年4月9日に「キリンレモン」・「大人のキリンレモン」を同時リニューアル。「キリンレモン」は甘みを立たせた味わいに改良。また、サイズラインナップは従来からのペットボトルに加え、約3年ぶりに缶製品も追加された。「大人のキリンレモン」はレモンピールの香りを加え、甘みもアップした。
2014年7月1日に「キリンレモン」を約2年3か月ぶりに全面刷新（リニューアルはペットボトル・缶製品のみで、200ml瓶は従来通り発売）。中身は新たにはちみつが加えられた。パッケージは高校生と共同で制作したものが採用され、「キリンレモン」の伝統カラーである青・黄・水色を生かしながら、ブランドロゴが刷新された。

### 2018年・2019年：原点回帰
2008年以降の施策により、「キリンレモン」にお菓子のようなイメージがついてしまったことがのちの調査で判明した。また、キリンは2015年から別の炭酸飲料「メッツ」に力を入れていたことで、「キリンレモン」の売り上げは緩やかに下がっていった。知名度に加え、「メッツ」とのすみわけが可能という考えから、同社マーケティング部は「キリンレモン」のリニューアルに乗り出した。この時ブランド90周年が近づいていたが、消費者にとっては重要ではないことから、周年施策としてではなく、「キリンレモン」の原点に戻って見つめ直すという方針が立てられた。また、健康志向により甘い炭酸飲料の売れ行きが今一つだったことから、初代製品がこだわっていた「着色料・人工甘味料不使用」という価値が強みになると考えた。
そして、2018年4月10日のリニューアルでは、ターゲット層を20～30代に設定し、風味もはちみつなどによる甘さ主体からレモンピールなど大人でも楽しめる味わいに変更されたほか、パッケージも初代製品をモチーフにしたものに変更された。また、500mlペットボトルは450mlに減容され、ボトルの形状が変更された。その結果、当初のターゲット層である20～30代に加え、従来の顧客層だった40代の主婦層や、離れてしまうことが懸念されていたティーンエイジャーにも受け入れられた。また、パッケージも話題となり、SNSへの投稿も相次いだ。「時々飲みたくなる」という炭酸飲料の性質上、2週目に売り上げが落ちることも懸念されたが、ほかの定番商品に匹敵する勢いで売れ、主戦場であるスーパーマーケットだけでなく、コンビニでも売れるブランドになったとキリン側は実感していた。さらに、テレビCMでインターネットで話題になっていたアイドルグループBiSHを起用したことで、グループのコアなファンからも支持を得た。
2018年11月6日には、カロリーゼロタイプの「キリンレモン ゼロ」を追加発売。通常の「キリンレモン」とは中身設計が異なり、レモン果汁（果汁1%）とレモンの皮を砕いたクラッシュレモンが加えられており、ペットボトルのみ（500mlと1.5L）の展開である。これに伴い、「大人のキリンレモン」は同年10月で製造終了となった。なお、同年11月18日にミッキーマウスがスクリーンデビュー90周年を迎えることから、発売当初から年内いっぱいは歴代のミッキーマウスが描かれたデザインパッケージ品（500mlペットボトルは4種類、1.5Lペットボトルは2種類）となり、出荷終了後は通常パッケージ品に切り替わる。また、「キリンレモン」の450mlペットボトルは同年10月下旬から数量限定で紙吹雪を模したデザインパッケージ品に切り替わる。
2019年4月9日に「キリンレモン」をリニューアル（ペットボトル・缶製品が対象）。中身が改良され、早摘み瀬戸内レモンエキスが新たに加えられ、甘さが抑えられた。

#### 2020年以降：キリンレモン スパークリング 無糖
2020年4月21日に「キリンレモン」をリニューアル（ペットボトル・缶製品が対象）。酸味や苦みの後残りが改良され、パッケージデザインは従来中央に配されていた「KIRIN LEMON」の英字表記をレモンのイラストの上下に「KIRIN」「LEMON」と分割して配し、中央にカタカナ表記の「キリンレモン」が新たに配された。2020年3月と6月には、大河ドラマ『麒麟がくる』とのコラボレーション製品が中部・近畿限定で発売された。2020年6月2日、ブランド初の無糖炭酸水「キリンレモン スパークリング 無糖」を発売。本製品の発売に伴い、「キリンレモン ゼロ」と炭酸水の「キリンNUDA（ヌューダ） 強炭酸水〈レモン〉」はいずれも同年4月末の出荷分を以って製造終了となった。発売されたのがコロナウイルスの流行によって外出自粛がさけばれ、炭酸飲料がリフレッシュツールとして人気だったこともあり、「キリンレモン スパークリング 無糖」は好調な売り上げを記録していた。
2023年3月14日にリニューアル（「キリンレモン」はペットボトル・缶製品が対象）。発売95周年を迎え、約2年11か月ぶりに全面刷新。味わいが改良され、「KIRIN」「LEMON」の英字表記をレモンのイラストを上下に囲う配置に変更。ペットボトルはキャップの色を青に変更され、450mlペットボトルは約4年11か月ぶりに500mlに増量された。また、「キリンレモン スパークリング 無糖」も味わいの改良、ペットボトルキャップの色の変更、内容量の増量を行い、「キリンレモン 炭酸水」に製品名が変更された。

## 歴代商品
| 商品名                                | 初出年 | 備考 |
| ------------------------------------- | --- | --- |
| キリンレモン                          | - 1928年3月16日 - 1958年（340ml瓶） - 1973年（200ml瓶） - 1973年（250ml缶） - 1979年（500ml缶） - 1987年（350ml缶） - 1987年（1.5Lペットボトル） - 1997年（500mlペットボトル） | 瓶製品のみ2018年3月を以て製造終了 |
| キリンレモンクレール                  | 1965年 | 250mlの瓶入り飲料。 |
| KIRIN LEMON 2101                      | - 1984年（300ml瓶・250ml缶） - 1986年（1,5Lペットボトル） | 発売当初は300ml瓶と250ml缶のラインアップだったが、1986年に1.5Lの大型ペットボトルも追加された。1987年に先述のキリンレモンがリニューアルしたのに伴い、そのまま製造終了となった。                                          |
| キリンレモンドライ                    | 1988年 | 発売年の1988年は、ビール業界でドライビールが好評を博していた。 |
| キリンレモンセレクト                  | 1992年 | レモン果汁入り微炭酸飲料。1998年キリンレモンと統合する形で一旦生産終了するも、2007年に約1年間再度販売された。 |
| キリンレモン オリジナル               | 1996年 | 缶製品の追加に伴い、2012年4月で製造終了 |
| チビレモン                            | 2000年5月16日 | 245mlペットボトル入り飲料。 |
| キリンレモン 77                       | 2005年 | 発売77周年記念商品 |
| キリンレモンブラック レモンジンジャー | 2007年 | 映画『パイレーツ・オブ・カリビアン ワールド・エンド』とのタイアップ製品で、GIGAZINEによるとガラナコーラのような風味だったという。                                                                                       |
| キリンレモンスポーツ                  | 2008年5月13日 | 「レモンのはちみつ漬け」をモチーフとした飲料で、蜂蜜とレモン果汁が配合されている。 |
| キリンレモンクール                    | 2008年7月22日 | ミント風味 |
| キリンレモン冬りんご                  | 2008年11月15日 | リンゴ果汁とレモン果汁を配合 |
| 大人のキリンレモン                    | 2010年4月6日 | オルニチン、クエン酸、ビタミンB6を配合し、早摘みレモン果汁使用（果汁1%）、糖類ゼロ設計。キリングループ縦断ブランド「キリン プラス-アイ」の一つ。 「キリンレモン ゼロ」の発売に伴い2018年に生産終了した。                |
| 大人のキリンレモン リミテッド         | 2011年12月6日 | 数量限定品 「大人のキリンレモン」のTVCMに出演しているMAKIDAI・AKIRA・TAKAHIROの監修を受け、オルニチンに加え、レモン30個分のビタミンCとローヤルゼリーをプラスし、レモン（果汁10%未満）のみずみずしいおいしさに仕上げた。 |
| 青春のキリンレモン                    | 2012年6月12日 | 中学生・高校生向け製品 クエン酸・ナトリウム・カルシウム・ビタミンB6が配合されている。 |
| キリンレモン ゼロ                     | 2018年 | 2020年の「キリンレモン スパークリング 無糖」の発売に伴い生産終了となった。 |
| キリンレモン スパークリング 無糖      | 2020年 | ブランド初の無糖炭酸水。2023年のリニューアルに際し、「キリンレモン 炭酸水」に改名した。 |

### 発売中止
- 「キリンレモン白組」 - 2008年9月2日にレモン香料を加えたホワイトソーダとして9月9日に全国発売すると発表された[40]。しかし9月5日、輸送時の振動や保存状態によって泡が噴き出しやすくなる不具合が判明したとして、同商品の発売中止を発表した[41]。

## CMキャラクター
★はWebCMのみ起用。

### 現在
- Da-iCE（2024年 - ）★

### 過去
- キリンレモンイメージガール（さわやかさん）
  - 初代（1966年 - ）：ジュディ・オング[1]
  - 2代目（1971年 - ）：榊原ルミ
  - 3代目（1973年 - ）：サンドラ鈴木
  - 4代目（1975年 - ）：三浦リカ
  - 5代目（1977年 - ）：片平なぎさ [1]- 「なぎささわやかキリンレモン♪」というCMソングがバックに流れるTVCFが流された（CMソングは梅垣達志の『渚さわやか』である）。
  - 6代目（1979年 - ）：中島はるみ [42]- 『ドリーム・オブ・ユー〜レモンライムの青い風〜』（竹内まりや）やEPOの『Park Ave. 1981』などのCMソングで出演した。
  - 7代目（1982 - 1983年）：ジョジ後藤
- 中原理恵（1983年）
- 杉本哲太・河野美地子・田辺美佐子（1984年 キリンレモン2101）（CMソングはSALLYの『バージンブルー』デビュー曲）。
- 杉本哲太・南野陽子（1985年 - 1986年 キリンレモン2101）（CMソングも杉本哲太の『青くてごめん。』である）。
- 井上順（1985年夏 - 「しあわせのシンボル」をキャッチコピーとしたキリンレモンとキリンオレンジの共通CM）
- 新田恵利（1986年4月 - キリンレモン2101）
- TUBE（1987年）：CMソングは『サマードリーム』。放送中にメンバーの事故で放送中止になった。
- 田中律子（1991年）：『スーパーマリオワールド』が宣伝に採用されていた。
- KEY WEST CLUB（1992年、中谷美紀と東恵子によるユニット）
- 稲森いずみ
- ともさかりえ：キリンレモンセレクトのCMで登場、さかともえり名義で『好きになったらキリンレモン』のCDがリリースされた。三木トリロー作曲のCMソングにM Rieが新しいメロディを加えたもの。
- チビレモンくん（2000年ごろ）：「キリン チビレモン」のキャラクター[36]。
- ブレンダ（2006年）
- 浦浜アリサ（2007年）
- 巨人の星（2008年）：星飛雄馬、星一徹、星明子のバージョンと左門豊作兄弟のバージョンが放送された。
- 小池徹平（2009年）
- EXILE（MAKIDAI・TAKAHIRO・AKIRA）（2010年・2011年。AKIRAは2011年のみ）
- 長谷部誠（2012年）：漫画『キャプテン翼』の主人公・大空翼と共演。
- 久保建英（2018年）
- 佐久間由衣 （2018年ｰ2019年）
- 上白石萌歌 （2020年 - 2023年）[43]

### CMソング
1961年より三木鶏郎作曲による「キリンレモンのうた」がCMソングとして用いられている。上述のさかともえりによる『好きになったらキリンレモン』のように時代に合わせてアレンジが施されて使われることもある。
2018年には発売90周年を記念し、「キリンレモンのうた」のメロディラインを活かす形でアレンジを施した、BiSHによる新バージョン「透明なままでゆけ。」が使われている。また、キリンレモンの公式サイトではそれ以外のアーティストなどによる別アレンジのトリビュートミュージックビデオを公開する「キリンレモントリビュート」を展開、2019年も継続して行われている。
キリンレモントリビュート
2018年
- フレデリック「シントウメイ」
- 水瀬いのり「まっすぐに、トウメイに。」
- ファースト♡キッス（友近、椿鬼奴、山崎静代）「透明キッスをするんだもんっ！」
- BiSH「透明なままでゆけ。」

2019年
- みやかわくん「風を切れたら」
- LiSA「夏、あいつら。」
- 04 Limited Sazabys「She」